# Józef Borzęcki (zm. 1786)
Józef Borzęcki herbu Półkozic (zm. w 1786 roku) – stolnik nowogrodzkosiewierski w latach 1759–1786, skarbnik latyczowski w latach 1758–1759, chorąży  chorągwi pancernej kasztelana podlaskiego Miączyńskiego w Pułku Najjaśniejszego Królewicza Fryderyka w 1760 roku. 
Sędzia kapturowy powiatu łuckiego w 1764 roku.